# Parachernes nubilis
Parachernes nubilis es una especie de arácnido  del orden Pseudoscorpionida de la familia Chernetidae.

## Distribución geográfica
Se encuentra en Oklahoma y Colorado en (Estados Unidos).